# ベストワンプロ
ベストワンプロ有限会社は、日本の芸能事務所。
大手の芸能事務所beingから派生する形で設立。代表取締役は斉藤洋四朗。
ミュージックビデオ　ジヨンやDVD「How to ストリートダンス入門編」、再現VTR「ザ!世界仰天ニュース」出演の女優原かりんが在籍のほか、ピラメキーノのedとしてヒットを記録した灰色のカラスなどで知られる西田エリ、CM「明治プロビオヨーグルトR-1」出演を兼ねた俳優の佐藤太一、ニューヨークに活動後、東京で活動のソロギタリスト兼モデルの中山雄喜が在籍。
そのほか、ざまざまのCM出演や再現VTR出演などを兼ねた
- 幸地かいり - CM「電気事業連合会」
- 原かりん - スチールモデル「早稲田アカデミー個別進学塾」
- 心優 - WEBムービー「LIFULL」
- 金子みき - 猿島PR　VTR
- 丸上ひまり - 「トゥルースリーパーセブンスピロー」VTR
- 河内ここみ - Web movie　「お家で楽しくプログラミング　CODEPARK」
- 小林メイア - CM「豚バラナスのスタミナ炒め」
- 心優 - MV「サンプラザ中野くん　涙2（青春2020ver.）」
- 河内ここみ - CM「公文」
- 佐藤太一 - 舞台「赦免花」
- 英田一仁 - CM「docomoシニア向けスマホ」
- 齋藤まほか - CM「アリエール」
- 星野ゆな - 日本テレビ「ザ!世界仰天ニュース」再現VTR
- 成田わかな - ボイスドラマCD「ねこの洋菓子店」
- 村松和茉 - 舞台「そのペン書けず。」主演
- 佐藤太一 - CM「マルちゃん正麺」
- 山田煎餅 - CM「スターツコーポレーション」
- 多田しゅり - 日産「セレナ」

など。

## 所属者
- 日比みゆき
- 赤音愛
- 樹美音
- 西田エリ
- 斉藤かなめ
- 原かりん
- 赤戸飛由
- 窪田大輝
- 中山雄喜
- 内山永士
- 祭大
- 沢直哉
- 福田泰紀
- 佐藤太一
- キムデヒ
- 中尾剛
- 村松和茉
- 英田一仁
- 佐藤かずしげ
- Fredric Jornelius
- 小林明空
- 星野仁
- 福田アレクサンドロ

作詞家/作曲家
- Rock Band
- Easy Cloud

(川端、矢尾、藤江)